# 佐古忠彦
佐古 忠彦（さこ ただひこ、1964年〈昭和39年〉8月8日 - ）は、日本の映画監督、アナウンサー、コメンテーター。TBS報道局総合編集センター編集部プロデューサー。元TBSアナウンサー。

## 来歴
神奈川県川崎市出身。國學院大學久我山高等学校、青山学院大学文学部教育学科卒業。1988年4月、TBSにアナウンサー24期生として入社。同期には清原正博・向井政生・香川恵美子・杉山真喜人。
入社当時はスポーツ担当で、野球、陸上、テニス、スケート、バルセロナオリンピック、リレハンメルオリンピック、アルペンスキー世界選手権雫石大会等のスポーツ中継の実況、リポーター等で活躍したが、1994年5月「あなたにオンタイム」から報道担当に転向。ただし、ニューイヤー駅伝のリポーターは2006年まで担当。1996年10月から2006年9月まで「筑紫哲也ニュース23」のサブキャスターを務める他、ディレクターも担当する。「NEWS23」降板後はアナウンス部兼報道局取材センター政治部となり、報道局政治部の内勤（遊軍）記者として野党・防衛省・デスクを担当。2010年3月29日より「Nスタ」にニュースキャスターとして出演。同番組は3年半ぶりのレギュラー出演番組であったが、2011年9月30日放送分にて降板。2011年10月3日より「ひるおび!」内の「JNNニュース」のキャスターを担当。2013年9月28日より「サタデーずばッと」の総合司会であったみのもんたが降板したことによる総合司会代行を担当。11月9日より正式な2代目総合司会となる。
2014年4月に土曜朝の番組が「あさチャン!サタデー」に切り替わるとともに、報道局専任となり、同局公式サイトからアナウンサーとしてのプロフィールが削除される。半年後の10月、今度は平日の担当番組が夕方の「Nスタ・第2部（ニューズアイ）」に変わると報道局編集部記者兼務と共に、アナウンサーとしてのプロフィールがふたたび掲載されるようになった。2017年3月をもって「あさチャン!サタデー」が終了し、「Nスタ ニューズアイ」も降板。3月時点でアナウンサーとしてのプロフィールも削除されている。2017年7月26日 - 7月28日はTBSラジオ「荒川強啓 デイ・キャッチ!」で、かつて「ニュースの森」で共演した荒川強啓の夏季休暇時代理パーソナリティとして久々に放送出演した。2016年8月21日放送された、沖縄の米国統治に対する抵抗運動で活動した政治家・瀬長亀次郎を特集した「報道の魂スペシャル「米軍が最も恐れた男～あなたはカメジローを知っていますか?～」」ではディレクターを担当。同番組に追加取材・再編集を行い、2017年に公開された映画「米軍が最も恐れた男 その名は、カメジロー」の監督を務めた。

## 過去の出演番組

### スポーツ担当時代
| 期間       | 期間      | 番組名                       | 役職                             |
| ---------- | --------- | ---------------------------- | -------------------------------- |
| 1988年10月 | 1990年3月 | JNNおはようニュース&スポーツ | シフト勤務でのスポーツキャスター |
| 1990年4月  | 1993年3月 | ニュースの森                 | 平日版スポーツキャスター         |
| 1993年4月  | 1994年3月 | JNNスポーツ&ニュース         | スポーツキャスター               |

### ニュース担当時代
報道・情報番組
| 期間       | 期間      | 番組名                        | 役職                                   | 備考                                                 |
| ---------- | --------- | ----------------------------- | -------------------------------------- | ---------------------------------------------------- |
| 1994年5月  | 1995年9月 | あなたにオンタイム→オンタイム | ニュース担当キャスター                 | 1994年9月まで木曜・金曜担当、10月から月曜 - 水曜担当 |
| 1994年10月 | 1995年9月 | JNNニュース1130               | 水曜 - 金曜メインキャスター            |                                                      |
| 1995年10月 | 1996年9月 | スペースJ                     | レギュラー出演                         |                                                      |
| 1996年10月 | 2006年9月 | 筑紫哲也ニュース23            | サブキャスター                         | 途中2年は、担当曜日を月曜日 - 木曜日に縮小           |
| 1997年10月 | 1998年8月 | 新サンデーモーニング          | リポーター                             |                                                      |
| 2009年4月  | 2010年3月 | 総力報道!THE NEWS             | シリーズ企画『総理の言霊』ナレーション |                                                      |

特別番組
- 選挙特別番組
  - JNN票決ライブシリーズ：1995年・1998年の共産党中継、1996年・2000年以降の開票キャスター比例担当
  - 「乱!」シリーズ：乱!総選挙2005、乱!参院選2010、乱!総選挙2012 での開票キャスター（2005年には比例）、乱!参議院選挙2007、乱!総選挙2009での民主党中継

### 報道局時代
| 期間                         | 期間                         | 番組名                       | 役職                                       |
| ---------------------------- | ---------------------------- | ---------------------------- | ------------------------------------------ |
| 2010年4月                    | 2011年9月                    | Nスタ                        | 平日版18時台でのニュース担当キャスター     |
| 2011年10月                   | 2014年9月                    | ひるおび!                    | 『JNNニュース』メイン担当キャスター        |
| 2012年5月19日・2013年9月14日 | 2012年5月19日・2013年9月14日 | みのもんたのサタデーずばッと | みのもんたの代行司会                       |
| 2013年9月28日                | 2014年3月                    | サタデーずばッと             | 総合司会                                   |
| 2014年4月                    | 2017年3月                    | 報道LIVE あさチャン!サタデー | メインキャスター                           |
| 2014年10月                   | 2017年3月                    | Nスタ                        | 平日版18時台『Nスタ ニューズアイ』総合司会 |

## 映画監督
- 米軍が最も恐れた男 その名は、カメジロー（2017年）
- 米軍が最も恐れた男 カメジロー不屈の生涯（2019年）
- 生きろ 島田叡－戦中最後の沖縄県知事（2021年）[7]
- 太陽（ティダ）の運命（2025年）

作品宣伝でのメディア出演
- 荒川強啓 デイ・キャッチ!（TBSラジオ、2017年8月25日）
- ありがとう浜村淳です（MBSラジオ、2017年9月15日・2019年8月22日）
- カーナビラジオ午後一番!（HBCラジオ、2017年10月19日、2019年9月27日）
- 今日ドキッ!（HBCテレビ、2017年10月19日、2019年9月27日）
- RBC THE NEWS（RBCテレビ、2019年8月16日）
- 上泉雄一の日夜もええなぁ!（MBSラジオ、2019年9月23日）